# Zaire az 1988. évi nyári olimpiai játékokon
Zaire a dél-koreai Szöulban megrendezett 1988. évi nyári olimpiai játékok egyik részt vevő nemzete volt. Az országot az olimpián 3 sportágban 16 sportoló képviselte, akik érmet nem szereztek.

## Atlétika
Férfi
| Versenyző          | Versenyszám | Előfutam      | Előfutam      | Előfutam      | Negyeddöntő | Negyeddöntő | Negyeddöntő | Elődöntő | Elődöntő | Elődöntő | Döntő   | Döntő    |
| Versenyző          | Versenyszám | Idő           | Hely.         | Össz.         | Idő         | Hely.       | Össz.       | Idő      | Hely.    | Össz.    | Idő     | Helyezés |
| ------------------ | ----------- | ------------- | ------------- | ------------- | ----------- | ----------- | ----------- | -------- | -------- | -------- | ------- | -------- |
| Mwana Bute Kasongo | 400 m       | kizárták      | kizárták      | kizárták      | kiesett     | kiesett     | kiesett     | kiesett  | kiesett  | kiesett  | kiesett | kiesett  |
| Kazanga Makok      | 800 m       | kizárták      | kizárták      | kizárták      | kiesett     | kiesett     | kiesett     | kiesett  | kiesett  | kiesett  | kiesett | kiesett  |
| Kamana Koji        | 10 000 m    | nem ért célba | nem ért célba | nem ért célba |             |             |             |          |          |          | kiesett | kiesett  |
| Kamana Koji        | Maraton     |               |               |               |             |             |             |          |          |          | 2:38:34 | 73.      |
| Kaleka Mutoke      | Maraton     |               |               |               |             |             |             |          |          |          | 2:55:21 | 89.      |
| Kaleka Mutoke      | 5000 m      | 14:56,33      | 16.           | 49.           |             |             |             | kiesett  | kiesett  | kiesett  | kiesett | kiesett  |

Női
| Versenyző         | Versenyszám | Előfutam | Előfutam | Előfutam | Negyeddöntő | Negyeddöntő | Negyeddöntő | Elődöntő | Elődöntő | Elődöntő | Döntő   | Döntő    |
| Versenyző         | Versenyszám | Idő      | Hely.    | Össz.    | Idő         | Hely.       | Össz.       | Idő      | Hely.    | Össz.    | Idő     | Helyezés |
| ----------------- | ----------- | -------- | -------- | -------- | ----------- | ----------- | ----------- | -------- | -------- | -------- | ------- | -------- |
| Christine Bakombo | 400 m       | 57,85    | 6.       | 43.      | kiesett     | kiesett     | kiesett     | kiesett  | kiesett  | kiesett  | kiesett | kiesett  |
| Christine Bakombo | 800 m       | 2:11,00  | 8.       | 28.      |             |             |             | kiesett  | kiesett  | kiesett  | kiesett | kiesett  |
| Dikanda Diba      | 3000 m      | 10:32,88 | 16.      | 31.      |             |             |             |          |          |          | kiesett | kiesett  |

## Kerékpározás

### Országúti kerékpározás
Férfi
| Versenyző                                                    | Versenyszám     | Idő                  | Helyezés      |
| ------------------------------------------------------------ | --------------- | -------------------- | ------------- |
| Mobange Amisi                                                | Mezőnyverseny   | 4:43:15 (+10:53)     | 98.           |
| Kimpale Mosengo                                              | Mezőnyverseny   | 4:45:20 (+12:58)     | 104.          |
| Ndjibu N'Golomingi                                           | Mezőnyverseny   | nem ért célba        | nem ért célba |
| Mobange Amisi Ndjibu N'Golomingi Pasi Mbenza Kimpale Mosengo | Csapat időfutam | 2:21:37,3 (+23:49,6) | 28.           |

## Ökölvívás
| Versenyző           | Versenyszám     | Selejtező             | 32-es főtábla                         | Nyolcaddöntő                  | Negyeddöntő       | Elődöntő          | Döntő             | Helyezés    |
| Versenyző           | Versenyszám     | Ellenfél Eredmény     | Ellenfél Eredmény                     | Ellenfél Eredmény             | Ellenfél Eredmény | Ellenfél Eredmény | Ellenfél Eredmény | Helyezés    |
| ------------------- | --------------- | --------------------- | ------------------------------------- | ----------------------------- | ----------------- | ----------------- | ----------------- | ----------- |
| Ibibongo Nduita     | Harmatsúly      | Haji Ally (TAN) · 3:2 | Macusima Kacujuki (JPN) · 0:5         | kiesett                       | kiesett           | kiesett           | kiesett           | 17.         |
| Kampompo Miango     | Kisváltósúly    | erőnyerő              | Lyton Mphande (MAW) · mérkőzés nélkül | kiesett                       | kiesett           | kiesett           | kiesett           | helyezetlen |
| Wabanko Banko       | Nagyváltósúly   | erőnyerő              | Laurensio Mercado (ECU) · 0:5         | kiesett                       | kiesett           | kiesett           | kiesett           | 17.         |
| Serge Kabongo       | Középsúly       | erőnyerő              | James Iahuat (VAN) · RSC              | Syed Hussain Shah (PAK) · 0:5 | kiesett           | kiesett           | kiesett           | 9.          |
| Rund Kanika         | Félnehézsúly    |                       | Osmond Imadiyi (NGR) · KO             | kiesett                       | kiesett           | kiesett           | kiesett           | 17.         |
| Tshibalabala Kadima | Szupernehézsúly |                       | Andreas Schnieders (FRG) · RSC        | kiesett                       | kiesett           | kiesett           | kiesett           | 17.         |

RSC – a mérkőzésvezető megállította a mérkőzést